# Enlace de dihidrógeno

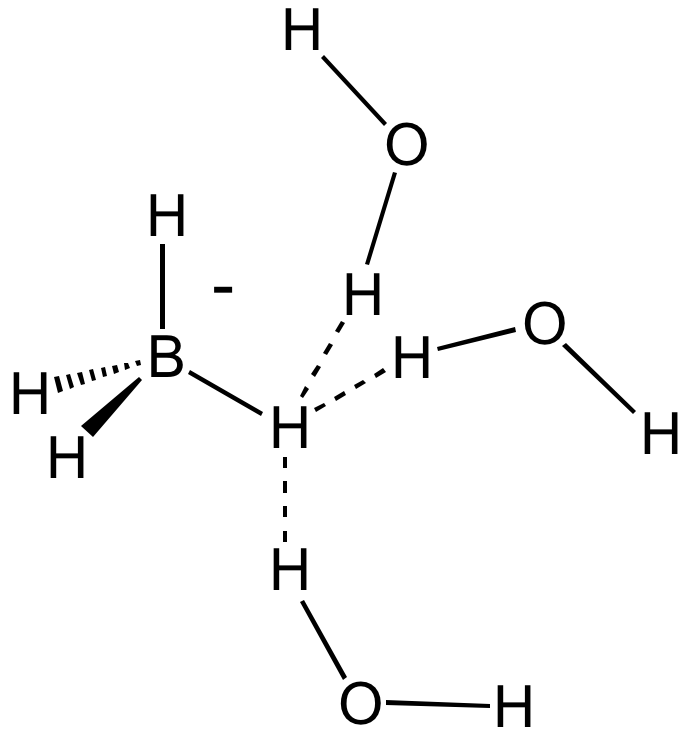
Enlaces de dihidrógeno entre un borohidruro y el agua

En química, un enlace de dihidrógeno es un tipo de enlace de hidrógeno, una interacción entre un enlace de hidruro metálico y un grupo OH o NH de otro donante de protones. El primer ejemplo de este fenómeno está acreditado a Brown y Heseltine. Ellos observaron absorciones intensas en las bandas IR a 3300 y 3210 cm-1 para una solución de (CH3)2NHBH3. La mayor banda de energía está asignada a una vibración normal N-H, mientras que la banda inferior está asignada al mismo enlace, que está interactuando con el B-H. Tras la dilución de la solución, la banda a 3300 cm-1 incrementó su intensidad y la banda a 3210 cm-1 disminuyó su intensidad, indicativo de una asociación intermolecular.
El interés en el enlace de dihidrógeno fue reiniciado con la caracterización por cristalografía de la molécula de H3NBH3. En esta molécula, como en la estudiada por Brown y Hazeltine, los átomos de hidrógeno en el átomo de nitrógeno tienen una carga parcial positiva, denotada Hδ+, y los átomos de hidrógeno en el boro tienen una carga parcial negativa, frecuentemente denotada Hδ-. Las atracciones B-H...H-N resultantes estabilizan a la molécula como un sólido. En contraste, la sustancia relacionada etano, H3CCH3, es un gas con un punto de ebullición 285 °C menor. Debido a que dos átomos de hidrógeno están involucrados, esto se denomina un enlace de dihidrógeno.
Se asume que la formación de un enlace de dihidrógeno precede a la formación de H2 de la reacción de un hidruro y un ácido prótico. Un enlace de dihidrógeno muy corto se observa en NaBH4.2H2O, con los contactos H---H de 1.79, 1.86, y 1.94 Å.
Esta clase de interacción H---H es distinta de la interacción enlazante H---H en los complejos de metales de transición que tienen una molécula de dihidrógeno unida a un átomo de metal.